# ガン・ヒル・ロード駅 (IRTホワイト・プレーンズ・ロード線)
ガン・ヒル・ロード駅（ガン・ヒル・ロードえき、英語: Gun Hill Road）は、ニューヨーク市地下鉄IRTホワイト・プレーンズ・ロード線の急行停車駅で、ブロンクス区 のガン・ヒル・ロードとホワイト・プレーンズ・ロードの交差点にある。終日2系統が停車し、ラッシュ時の混雑方向には5系統も運転されている。

## 駅構造
| 2F ホーム階 | 南行緩行線                                 | ← フラットブッシュ・アベニュー-ブルックリン・カレッジ駅行き（バーク・アベニュー駅） ← 朝ラッシュ時：フラットブッシュ・アベニュー-ブルックリン・カレッジ駅行き（バーク・アベニュー駅） |
| 2F ホーム階 | 島式ホーム、到着番線に応じた側のドアが開く | |
| 2F ホーム階 | 混雑方向急行線                             | → 定期列車なし （北行：ウェイクフィールド-241丁目駅/南行：東180丁目駅） |
| 2F ホーム階 | 島式ホーム、到着番線に応じた側のドアが開く | |
| 2F ホーム階 | 北行緩行線                                 | → ウェイクフィールド-241丁目駅行き（219丁目駅） → → 夕ラッシュ時：ネレイド・アベニュー駅行き（219丁目駅） →                                                                           |
| 1F          | 改札階                                     | 改札、駅員詰所、メトロカード自動券売機、旧3番街線ホーム （メインエントランス内にエレベーターあり）                                                                                    |
| G           | 地上階                                     | 出入口 |

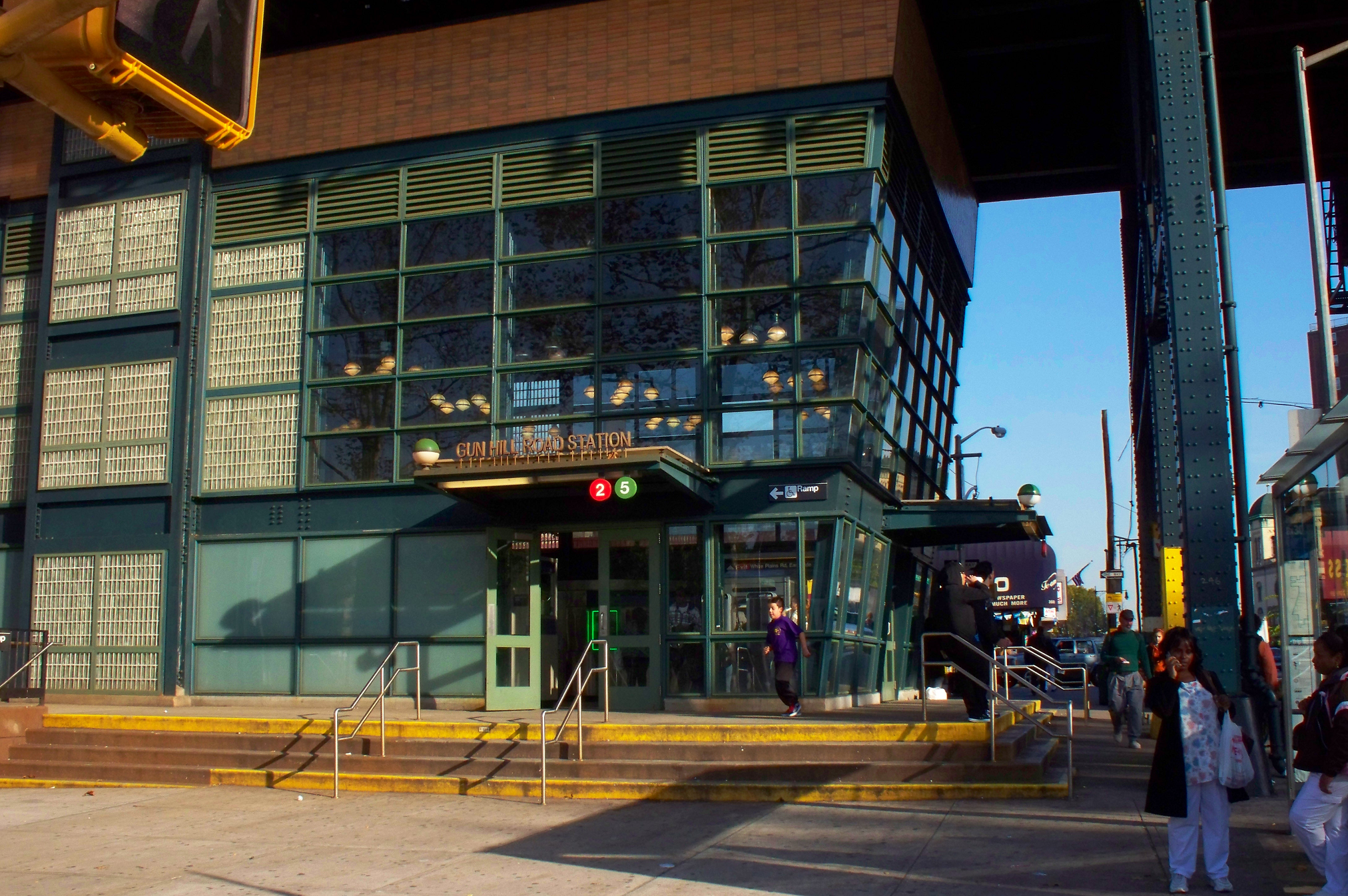
エントランス

ガン・ヒル・ロード駅は1917年3月3日にIRTホワイト・プレーンズ・ロード線開通に合わせて開業した。2層構造の駅で、上層階は開業以来使われている。下層階は1920年10月4日から1973年4月29日までIRT3番街線で使われていた。上層階は島式ホーム2面3線、下層階は幅広の島式ホーム1面2線であった。駅の北側で下層階の線路が上がって来て5線（西から南行緩行線本線、南行3番街線、急行線本線、北行3番街線、北行緩行線本線）になっていた。
2004年から2006年にかけて改築工事が行われ、3番街線の高架が撤去された。

### 出入口
前述の改築工事に合わせて駅舎が211丁目からガン・ヒル・ロードに移転し、エスカレーターとエレベーターが新設され、ADA対応となっている。